# 트레이 윌슨
트레이 윌슨(Trey Wilson, 1948년 1월 21일 ~ 1989년 1월 16일)은 미국의 텔레비전 배우, 영화배우, 연극 배우, 배우, 성우이다.
휴스턴에서 태어났으며 뉴욕에서 사망하였다.

## 영화
- 미스 파이어크랙커 (1989년)
- 열정의 록큰롤! (1989년)
- 웰컴 홈 (1989년)
- 엔드 오브 더 라인 (1988년)
- 캐롤가의 저택 (1988년)
- 마피아의 아내 (1988년)
- 19번째 남자 (1988년) - 조 역
- 아리조나 유괴 사건 (1987년)
- 에프 엑스 (1986년) - Lt. 머독 역
- 스캔들 (1985년)
- 탐정 스펜서 (1985년)
- 케네디가의 신화 (1985년)
- 솔저 스토리 (1984년)
- 인디언 전사 (1977년)
- 드라이브-인 (1976년)